# Andreas de Saxe-Cobourg et Gotha
Titres
Chef de la maison de Saxe-Cobourg et Gotha
23 janvier 1998 – 3 avril 2025
(27 ans, 2 mois et 11 jours)
Prince héritier de Saxe-Cobourg et Gotha
6 mars 1954 – 23 janvier 1998
(43 ans, 10 mois et 17 jours)
Signature
Andreas, prince de Saxe-Cobourg et Gotha, duc de Saxe (en allemand : Andreas Michael Friedrich Hans Armin Siegfried Hubertus), né au château de Casel le 21 mars 1943 et mort à Cobourg le 3 avril 2025, est un prince allemand à la tête de la maison de Saxe-Cobourg et Gotha de 1998 à sa mort. Il est le petit-fils de Charles-Édouard de Saxe-Cobourg et Gotha, le dernier duc régnant de Saxe-Cobourg et Gotha.

## Biographie

### Jeunesse
Le prince Andreas est né à Kasel-Golzig en Basse-Lusace de Frédéric-Josias de Saxe-Cobourg et Gotha et de la comtesse Victoria-Louise de Solms-Baruth. Ses parents ont divorcé en 1946. En 1949, il s'installe à La Nouvelle-Orléans aux États-Unis où il passe son enfance avec sa mère et son deuxième mari, Richard Whitten.
Le prince Andreas est devenu l'héritier du titre de chef de la maison ducale le 6 mars 1954, lorsque son père est devenu chef de maison. Dès l'âge de 16 ans, il se rend régulièrement en Allemagne en préparation de son futur rôle de chef de la maison ducale, où il revient définitivement en 1965. Il a accompli son service militaire entre 1966 et 1968 dans le bataillon de reconnaissance blindé 6 basé à Eutin, Schleswig-Holstein. Après avoir quitté l'armée, il a suivi une formation de marchand de bois à Hambourg de 1969 à 1971.

### Politique
Le prince Andreas a été conseiller municipal de la ville de Cobourg de 1996 à 2002.

### Chef de maison
Le prince Andreas succède à son père à la tête de la maison le 23 janvier 1998. En 2006, le prince Andreas a créé le Ducal Saxe-Coburg et Gotha House Order, qui est basé sur le « Ducal Saxe-Ernestine House Order ». Le prince Andreas est un cousin germain du roi Charles XVI Gustave de Suède. Il est le parrain de la plus jeune fille du roi, la princesse Madeleine, duchesse de Hälsingland et de Gästrikland. 
Le prince Andreas est le propriétaire du château de Callenberg à Cobourg et du château de Greinburg à Grein, en Autriche. Il gère les domaines familiaux, y compris les fermes, les forêts et les biens immobiliers,.

### Famille
À Hambourg, le 31 juillet 1971, Andreas épouse Carin Dabelstein (née à Hambourg le 16 juillet 1946 et morte à Cobourg des suites de la sclérose en plaques le 11 novembre 2023), fille d'Adolf Wilhelm Martin Dabelstein, industriel et négociant, et de son épouse Irma Maria Margarete Callsen. Le mariage, bien qu'inégal, n'est pas morganatique puisqu'il a été autorisé par le père d'Andreas, le chef de maison. Ils ont eu trois enfants, qui héritent des prédicats d'altesse et des titres princiers (de courtoisie) :
1. La princesse Stéphanie Sibylla de Saxe-Cobourg et Gotha (née à Hambourg le 31 janvier 1972), thérapeute en libération musculaire pour chiens et chevaux. Elle se marie en 2018 avec Jan Stahl, ingénieur chez BMW[5].
2. Hubertus Michael, prince héréditaire de Saxe-Cobourg et Gotha (né à Hambourg le 16 septembre 1975), héritier apparent de la direction. Il se marie en 2009 avec Kelly Jeanne Rondesvedt[6].
3. Le prince Alexander de Saxe-Cobourg et Gotha (né à Cobourg le 4 mai 1977).

### Mort
Andreas de Saxe-Cobourg et Gotha, atteint par la maladie de Parkinson depuis 2011, meurt à Cobourg le 3 avril 2025, à l'âge de 82 ans,.

## Titres et honneurs

### Titulature
- 21 mars 1943 – 3 avril 2025 : Son Altesse le prince Andreas de Saxe-Cobourg et Gotha, duc de Saxe.

### Distinctions
- Maison de Saxe-Cobourg et Gotha : co-souverain grand-croix de l'ordre ducal de Saxe-Cobourg et Gotha[8],[9],[10]
- Suède : récipiendaire de la médaille du 70e anniversaire du roi Charles XVI Gustave (30 avril 2016)[11]

### Autobiographie
- (en) HH Prince Andreas of Saxe-Coburg and Gotha, I did it my way ..., Eurohistory, 2015, 248 p. (ISBN 1944207007).

### Sur le prince et sa famille
- (en) Robert Golden et Arturo E. Beeche, Albany : One Dynasty, Two Destinies, Eurohistory, 2016, 272 p. (ISBN 1944207058).
- (en) Countess Viktoria-Luise of Solms-Baruth, From Tyranny to Freedom : Memoirs of My Life, Eurohistory, 2016, 193 p. (ISBN 1944207023).